# Junior Eurovision Song Contest 2016
Junior Eurovision Song Contest 2016 var den 14. udgave af Junior Eurovision Song Contest, og fandt sted på Mediterranean Conference Centre i Valletta, Malta. Det var anden gang, at Malta er vært for Junior Eurovision Song Contest, første gang var i 2014.
Sytten lande deltager i konkurrencen hvor både Montenegro og Slovenien trækker sig ud af konkurrencen efter to år, og San Marino trækker sig tilbage efter tre, mens Cypern er på vej tilbage efter et års pause, Israel vender tilbage efter en treårig pause og Polen vender tilbage til konkurrencen efter en elleveårig pause. Ingen nye lande vil debutere i konkurrencen. For første gang siden begyndelsen af konkurrencen vil afstemningsproceduren ikke omfatte en offentlig televote. Det samlede resultat vil blive bestemt af kombination af en professionel jury og af en børnejury.

## Format
En repræsentant fra EBU udtalte under et pressemøde d. 21. november 2015, at de allerede var begyndt at tale med flere tv-stationer i forhold til at være værtsland for 2016-konkurrence. 13. april 2016, bekræftedes det, at Malta vil være vært for konkurrencen, for anden gange.
EBU har annonceret flere større ændringer til Junior Eurovision-format. For det første er aldersgrænsen for konkurrencen blevet sænket. Tidligere var børn i alderen 10 til 15 berettiget til at deltage; men nu er denne grænse blevet sænket til alderen 9 til 14. Desuden, er tidspunktet for showet også blevet rykket frem, og konkurrencen vil nu blive udsendt fra 16:00-18:00 CET. Disse ændringer følger den nyligt indtrufne beslutning om at konkurrencen vil blive afholdt på en søndag eftermiddag i stedet for det traditionelle tidspunkt på en lørdag aften.

## Deltagende lande
17 lande vil deltage i dette års konkurrence, som året før i Bulgarien. de lande er:
| Nr | Land           | Sang                                        | Sanger                    | Oversættelse                   | Sprog              | Plads | Point |
| -- | -------------- | ------------------------------------------- | ------------------------- | ------------------------------ | ------------------ | ----- | ----- |
| 1  | Irland         | "Bríce ar Bhríce"                           | Zena Donnelly             | Sten for sten                  | Irsk               | 10    | 122   |
| 2  | Armenien       | "Tarber (Տարբեր)"                           | Anahit & Mary             | Anderledes                     | Armensk, Engelsk   | 2     | 232   |
| 3  | Albanien       | "Besoj"                                     | Klesta Qehaja             | Jeg tror                       | Albansk, Engelsk   | 13    | 38    |
| 4  | Rusland        | "Water of Life"                             | The Water of Life Project | Livets vand                    | Russisk, Engelsk   | 4     | 202   |
| 5  | Malta          | "Parachute"                                 | Christina Magrin          | Faldskærm                      | Engelsk            | 6     | 191   |
| 6  | Bulgarien      | "Valsheben Den (Magical Day)"               | Lidia Ganewa              | Magisk dag                     | Bulgarsk, Engelsk  | 9     | 161   |
| 7  | Nordmakedonien | "Love Will Lead Our Way (Ljubovta ne vodi)" | Martija Stanojkovic       | Kærlighed vil føre an          | Makedonsk, Engelsk | 12    | 41    |
| 8  | Polen          | "Nie zapomnij"                              | Olivia Wieczorek          | Glem ikke                      | Polsk, Engelsk     | 11    | 60    |
| 9  | Hviderusland   | "Music Is My Only Way"                      | Alexander Minyonok        | Musik er min eneste vej        | Russisk, Engelsk   | 7     | 177   |
| 10 | Ukraine        | "Planet Craves For Love"                    | Sofia Rol                 | Planeten higer efter kærlighed | Ukrainsk, Engelsk  | 14    | 30    |
| 11 | Italien        | "Cara Mamma (Dear Mom)"                     | Fiamma Boccia             | Kære mor                       | Italiensk, Engelsk | 3     | 209   |
| 12 | Serbien        | "U la la la" (У ла ла ла)                   | Dunja Jeličić             | –                              | Serbisk            | 17    | 14    |
| 13 | Israel         | "Follow My Heart"                           | Shir & Tim                | Følg mit hjerte                | Hebraisk, Engelsk  | 15    | 27    |
| 14 | Australien     | "We Are"                                    | Alexa Curtis              | Vi er                          | Engelsk            | 5     | 202   |
| 15 | Holland        | "Kisses And Dancin"                         | Kisses                    | Kys og dancing                 | Hollansk, Engelsk  | 8     | 175   |
| 16 | Cypern         | "Dance Floor"                               | George Michaelides        | Dansegulv                      | Graesk, Engelsk    | 16    | 27    |
| 17 | Georgien       | "Mzeo"                                      | Mariam Mamadashvili       | Solen                          | Georgisk           | 1     | 239   |

## Andre lande
Denne lande bekræftede, at de ikke vil deltage/retur i 2016:
- Aserbajdsjan
- Belgien[3]
- Danmark[4]
- Estland
- Frankrig
- Grækenland[5]
- Kroatien[6]
- Litauen
- Letland[7]
- Moldova
- Norge
- Rumænien
- San Marino[8]
- Schweiz[9]
- Slovenien[10]
- Storbritannien[11]
- Spanien
- Sverige
- Tjekkiet[9]
- Tyskland[12]
- Ungarn
- Østrig